# Peștera Buhui
Peștera Buhui este a doua peșteră ca mărime din Munții Banatului (după Peștera Comarnic), cu o lungime totală a galeriilor de 3.217 m, și este parcursă în întregime de pârâul Buhui. Galeria prinicpală măsoară 2.100 m.